# Elbrighausen
Koordinaten: 51° 4′ 14″ N, 8° 34′ 33″ O
Elbrighausen ist eine Dorfwüstung in der Gemarkung von Bromskirchen in der Gemeinde Allendorf (Eder) im nordhessischen Landkreis Waldeck-Frankenberg.

## Geographische Lage
Die Siedlung lag auf 411 m über NHN etwa 100 m nördlich der Einmündung zweier kleiner Bäche in den dort von Westen herbeifließenden und dann nach Süden umbiegenden Elbrighäuser Bach und eines dort aufgestauten Teichs. Bromskirchen liegt etwa 4,75 km ostnordöstlich, der Weiler Neuludwigsdorf etwa 1,3 km ostnordöstlich. Die Grenze zwischen den Gemarkungen von Bromskirchen und Battenberg verläuft unweit südlich der Wüstung und der Ruine des später dort errichteten, ehemaligen Forsthauses am Nordrand des Bachtals.

## Geschichte
Die Siedlung wurde 1338 als „Elverinchusen“ erstmals urkundlich erwähnt, als Konrad von Diedenshausen die dortige Vogtei von Graf Gottfried IV. von Arnsberg zu Lehen hielt. Das Zisterzienserinnenkloster Kloster St. Georgenberg in Frankenberg erwarb 1369 und 1372 Güter in Elbrighausen. Als Gerlach von Diedenshausen 1394/1395 zunächst den halben, dann den ganzen Ort mit Vogtei und Kirchenlehen an Broseke (Ambrosius) von Viermünden verkaufte, wurde der Ort als Dorf mit eigener Pfarrei bezeichnet. 1539 verkaufte Hermann I. von Viermünden den inzwischen wüst gefallenen Ort mit Vogtei, Gemarkung, Gericht und Kirchenlehen an den Landgrafen Philipp I. von Hessen, dem nicht an einer Neubesiedelung, sondern an der Hochjagd in den ausgedehnten und wildreichen Wäldern des Rothaargebirges gelegen war. Die Verwaltung des Gebiets wurde dem Amt Wolkersdorf und dem Untergericht Bromskirchen zugeteilt.

## Forsthaus Elbrighausen
Philipps Sohn Ludwig IV., der bei der väterlichen Teilung der Landgrafschaft Hessen die Landgrafschaft Hessen-Marburg geerbt hatte, ließ im Jahre 1591 ein Jagdhaus an der Stelle der verschwundenen Siedlung erbauen. Nach Ludwigs Tod 1604 fiel dieser Teil seiner Landgrafschaft an die Landgrafschaft Hessen-Kassel und 1624 als Teil des sogenannten „Hinterlandes“ an die Landgrafschaft Hessen-Darmstadt, und das Jagdhaus wurde um 1750 landgräfliche Försterei und ab 1854 Sitz einer Oberförsterei des Großherzogtums Hessen. Bis 1965 diente das Haus mit seinen Nebengebäuden als Dienstsitz eines hessischen Forstamtes. Dann wurden die Gebäude abgerissen, und heute sind nur noch Reste der Umfassungsmauern des Erdgeschosses mit jüngeren Fenstereinbauten und einer ursprünglichen, sandsteingerahmten Tür erhalten, sowie im Umfeld verschiedene Mauerreste einer aus Bruchstein gemauerten Umfassung. Die aus Fachwerk gebauten Obergeschosse sind vollständig verschwunden. Ein Hinweisschild erinnert an das ehemalige Forsthaus. Eine Fachwerkremise wurde abgetragen und steht heute, fein renoviert, auf dem Grundstück des Schlosses Viermünden.
Vor der Mauer steht eine Kopie des sogenannten „Hirschsteins“ (das Original befindet sich heute vor dem Stadtmuseum in Battenberg), der an die Zeiten der landgräflichen Jagd erinnert und an den „Battenberger Hirsch“, der hier im Jahr 1762 lebend gefangen wurde und dann 1765 im Tiergarten des Jagdschlosses Kranichstein bei Darmstadt 32 Enden schob.